# Brlog (Otocsán)
Brlog (régi magyar neve Berlog) falu Horvátországban Lika-Zengg megyében. Közigazgatásilag Otocsánhoz tartozik

## Fekvése
Zenggtől légvonalban 20 km-re, közúton 30 km-re délkeletre, községközpontjától 13 km-re északnyugatra a Kis-Kapela és a Velebit-hegység között a Gacka folyó völgyében az A1-es autópálya mellett fekszik. A Gacka Otocsánnál két ágra válik. A bal oldali ág a Švica-völgybe folyik, ahol a Švice-tóba ömlik. A jobb oldali ág átfolyik Otocsánon és Brlog mellett újra két kisebb ágra oszlik. Az egyik ág a Vlaškoga mezőn, a másik a Gusića mezőn tűnik el egy víznyelőben.

## Története
A település környéke már az ókorban lakott volt, erre utalnak a határában található japod halomsírok és várhelyek. A rómaiak i. e. 33-ban foglalták el ezt a vidéket. A falmaradványok és síremlékek tanúsága szerint itt állt Avendo nevű településük. A Gacka völgye fölé emelkedő magaslaton találhatók Brlog várának romjai. A vár építési ideje ismeretlen, mindazonáltal jelentős vár lehetett. Erről tanúskodnak a hengeres torony, a ciszterna és a föld alól feltárt falak. A 16. és a 17. században az otocsáni kapitányok alárendeltségébe tartozott és így volt ez a határőrvidék megszervezése után is amikor századparancsnokság székhelye volt és a kapitány is az erődben lakott. A Kraj nevű magaslaton állt a 16. században Gusić vára, melyet Brlog környékének ura a korbáviai Gusić család építtetett amikor a török 1527-ben elfoglalta Lika és Korbava területét.
1575-ben a török olyan sokáig ostromolta, hogy őrsége kifogyott az élelemből és a municióból. Amikor a vár feladására kényszerültek a török felgyújtotta és lerombolta Gusićot és a szomszédos Brlogot is. Brlogot később Raab Gáspár zenggi kapitány parancsára az uszkókok újjáépítették és jelentősen megerősítették, hatfős állandó őrséget helyeztek el benne. Brlog védelmére Zrínyi Péter horvát bán a Brlog és Škare közötti Drenov Klanacon őrtornyot építtetett, melyet a helyiek Šimšanovkának neveznek. Gusić vára már nem épült újjá, csak romjai maradtak. A 16. században a gyakori török betörések következtében az egész környék elnéptelenedett. 1609-ben a török megszállás alatt álló Ribnik vidékéről százötven pravoszláv vallású vlahot telepítettek le, majd 1611-ben Podlapača vidékéről uszkókok érkeztek. Az újonnan érkezettek a letelepítés fejében a török elleni harcokban katonai szolgálatot láttak el. 1657-ben a település mellett futamított meg a határőrvidék serege egy hatezer fős török sereget. Később Brlog az Otocsáni ezred egyik századparancsnokságának székhelye lett. Iskoláját 1781-ben alapították, akkor épült az első iskolaépület is.
1881-ben megszüntették a katonai határőrvidékeket és integrálták őket a polgári közigazgatásba. Postahivatala 1903-ban nyílt. 1857-ben 989, 1910-ben 1326 lakosa volt. A trianoni békeszerződésig Lika-Korbava vármegye Otocsáni járásához tartozott. Ezt követően előbb a Szerb–Horvát–Szlovén Királyság, majd Jugoszlávia része lett. Jugoszlávia felbomlása után 1991-ben a független Horvátország része lett. 2011-ben 279 lakosa volt.

## Lakosság
| Lakosság változása | Lakosság változása | Lakosság változása | Lakosság változása | Lakosság változása | Lakosság változása | Lakosság változása | Lakosság változása | Lakosság változása | Lakosság változása | Lakosság változása | Lakosság változása | Lakosság változása | Lakosság változása | Lakosság változása | Lakosság változása |
| ------------------ | ------------------ | ------------------ | ------------------ | ------------------ | ------------------ | ------------------ | ------------------ | ------------------ | ------------------ | ------------------ | ------------------ | ------------------ | ------------------ | ------------------ | ------------------ |
| 1857               | 1869               | 1880               | 1890               | 1900               | 1910               | 1921               | 1931               | 1948               | 1953               | 1961               | 1971               | 1981               | 1991               | 2001               | 2011               |
| 989                | 1871               | 1259               | 1180               | 1292               | 1326               | 1572               | 1179               | 827                | 801                | 756                | 525                | 483                | 411                | 127                | 279                |

## Nevezetességei
- A Sarlós Boldogasszony tiszteletére szentelt katolikus plébániatemploma[4] 1706-ban épült. A templom a faluban található, főhomlokzata délnyugatra néz. Egyhajós épület, ötoldalú apszissal és oromzatos harangtoronnyal. Csehsüvegboltozatos belső terét három íves záródású ablaknyílás világítja meg.  A plébániaház egy 1770-ben épült földszintes, "L" alaprajzú épület. A főhomlokzatot négy ablaktengely tagolja, a sarkokat lizénák hangsúlyozzák.
- A Kosa domb alatt találhatók az egykori Szent Illés templom romjai. A templomot 1809-ben rombolták le, oltárképét a katolikus plébániatemplomba vitték át. A templom egykor a katolikusok kedvelt zarándokhelye volt.
- Brlog és Kompolja között a Gusić mezőn egy Szent Pál templom romjai is látszanak.
- Szent Száva tiszteletére szentelt görögkeleti temploma[5] 1742-ben épült a régi kápolna helyén, 1773-ban megújították. A templom a faluban, egy dombon található, főhomlokzata nyugatra néz. Az épület egyhajós, téglalap alaprajzú, kissé keskenyebb, négyzet alakú szentéllyel és a főhomlokzat előtti harangtoronnyal. Lika első kőből épített ortodox temploma volt.
- A Brlogról Zengg felé menő út mellett az egykori római út nyomai láthatók.
- Brlog várából mára csak a négyszög alakú alapfalak és egy hengeres torony romjai láthatók.